# Mohéli (autonóm terület)
Mohéli egy sziget az Indiai-óceánban. Jogilag a Comore-szigeteki Unió autonóm szigete.
Afrika és Madagaszkár között található, Madagaszkártól északra a Mozambiki-csatorna északi kijáratánál. 

## Földrajz
Agyagos talajjal rendelkezik. Ez a szigetek közül a legkisebb.

## Élővilág
A mohéli füleskuvik kizárólag Mohélin honos, ahol 1995-ben fedezték fel. A szigeten előforduló 700 és 800 méteres tengerszint feletti magasságban húzódó hegyi erdőség maradványfoltjainak lakója. A Saint-Antoine hegyen (700 méter) és a Mzé Koukoulé hegyen (790 méter) fordul elő elsősorban. 

## Történelem
1830-tól a madagaszkári királyi ház, az Imerina-dinasztia egy oldalága uralkodott a szigetországban. 1886-tól francia protektorátus lett, 1909-ben Szalima Masamba királynőt lemondatták a trónról, de hivatalosan 1912-től kezdődött a gyarmati uralom Mohélin, illetőleg a Comore-szigeteken. 
A gyarmati időszak elmúltával a királyi család tagjai visszatértek a szigetre, és Szalima Masamba és Camille Paule unokája, Anne Etter a Comore-szigetek Fejlesztési Társaságának (Association Développement des Îles Comores) elnökeként képviseli az uralkodóházat napjainkban.

## Lakosság, Nyelv, Vallás

### Lakosság
A lakosság többsége comorei, amely a bantu, a maláj, az arab és malgas népcsoportok keveréke.

### Nyelv
A hivatalos nyelv a comorei, a francia és az arab, a helyi beszélt nyelv a mohéli (shimwali), amely a comorei nyelvjárása.

### Vallás
A lakosság 98%-a szunnita muszlim, a maradék 2% római katolikus.

## Állami kitüntetés
1851-ben Dzsombe Szudi Fatima szultána megalapította a Mohéli Csillagrendje (Ordre de l'Étoile de Mohéli) állami kitüntetést, amely 1902-ig volt érvényben, mikor Dzsombe Szudi lányát, Szalima Masamba szultána-királynőt a férjével, Camille Paule francia csendőrrel együtt véglegesen Franciaországba telepítették, bár az uralkodónő névlegesen még hét évig kormányozta a szigeten francia rezidensek közreműködésével.
A kitüntetést 2003-ban újra bevezették, amikor Mohéli a Comore-szigeteki Unió autonóm területévé vált. Mohéli Csillagrendjének nagymestere Mohéli autonóm terület elnöke, Said Mohamed Fazul lett, míg a kancellárja Mohéli utolsó uralkodójának, Szalima Masamba szultána-királynőnek az unokája, Anne Etter.
A Mohéli Csillagrendben három rang (lovag, tiszt, parancsnok) és két méltóság (főtiszt, nagykeresztes) van.

lovag (Chevalier)
tiszt (Officier)
parancsnok ('Commandeur)
főtiszt (Grand Officier)
nagykeresztes (Grand-Croix)